# Agabus hoppingi
Agabus hoppingi är en skalbaggsart som beskrevs av John Henry Leech 1942. Agabus hoppingi ingår i släktet Agabus och familjen dykare. Inga underarter finns listade i Catalogue of Life.